# Дрозд Євген Онуфрійович
Євген Онуфрійович Дрозд (біл. Яўген Ануфрыевіч Дрозд, 1 червня 1947, Потсдам) — білоруський російськомовний письменник-фантаст, літературний критик та перекладач.

## Біографія
Євген Дрозд народився у Потсдамі в сім'ї військовослужбовця, з 1953 року жив разом із сім'єю в Мінську. Після закінчення середньої школи ступив на математичний факультет Білоруського державного університету, після закінчення якого в 1970 році став інженером-програмістом Інституту математики АН БРСР. З 1973 до 1988 року Євген Дрозд працював інженером-програмістом ЦНДІКІВР Мінводгоспу СРСР.
У 1973 році Євген Дрозд розпочав літературну діяльність, опублікувавши своє перше оповідання в стилі абсурдизму з елементами фантастики «Маленький Проколхармов». У 80-х роках ХХ століття Дрозд стає активним учасником всесоюзних семінарів молодих письменників-фантастів, які відбувалися в Малєєвці, Дубултах, а в 1989—1993 роках працював літературним співробітником Всесоюзного творчого об'єднання молодих письменників-фантастів, і в цей час брав участь у багатьох семінарах цієї організації, які проводились у різних містах пострадянського простору. У 1988 році вийшла друком перша повість письменника «Скорпіон», а в 1990 році вийшла друком перша авторська збірка Дрозда «Королі й алхіміки». У цей період Євген Дрозд активно публікувався у місцевих білоруських та московських виданнях, співавтором низки його творів був інший білоруський письменник Борис Зеленський. У 1992 році виходить друком друга збірка автора «Тінь над містом» (рос. Тень над городом), до якої увійшли зокрема повісті «Скорпіон», «Тінь над містом», а також кілька оповідань. У 1992 році виходить друком наступна повість письменника «Ліки від ентропії» (рос. Лекарство от энтропии), а в 2002 році виходить друком повість письменника «Трупам каратисти не страшні або Зомбі в молодик» (рос. Трупам каратисты не страшны или Зомби в новолуние). У 2009 році вийшла друком збірка Євгена Дрозда «Дні проминулого майбутнього» (рос. Дни прошедшего будущего). Євген Дрозд також займається літературним перекладом, він переклав російською мовою низку творів Джеймса Гедлі Чейза, Картера Брауна та Ерла Стенлі Ґарднера, а також низку творів письменників-фантастів Роджера Желязни, Річарда П. Генріка та Браяна Олдіса. Низка творів Євгена Дрозда перекладені німецькою мовою.

### Збірки
- 1990 — Короли и алхимики
- 1992 — Тень над городом
- 2009 — Дни прошедшего будущего

### Повісті
- 1988 — Скорпион
- 1989 — Тень над городом
- 1992 — Лекарство от энтропии
- 2002 — Трупам каратисты не страшны или Зомби в новолуние
- 2009 — Вампиры тоже люди

### Оповідання
- 1973 — Маленький Проколхармов
- 1983 — Повторная проверка
- 1983 — Психологический эффект, или Адепты адаптации (у співавторстві з Борисом Зеленським)
- 1984 — Эффект присутствия
- 1985 — Коробка с логисторами
- 1987 — Бесполезное — бесплатно
- 1988 — Драма в Эфесе
- 1988 — Что дозволено человеку… (у співавторстві з Борисом Зеленським)
- 1988 — Короли и алхимики:
- 1988 — Рецепт из Каны Галилейской
- 1988 — Стоять, бараны!
- 1991 — Времена просвещенной монархии
- 1989 — Троглодиты Платона
- 1990 — В раю мы жили на суше
- 1990 — Как жаль, что они вымерли
- 1990 — Феникс
- 1991 — Все золото мира и весь его блеск
- 1991 — Возвращение пастухов
- 1991 — Семь с половиной минут
- 1992 — Некромант
- 1992 — Тринадцатый подвиг Геракла
- 1992 — Конец легенды. Драббль
- 1996 — Последнее дело Неро Вульф
- 1998 — Трупам каратисты не страшны или Зомби в новолуние
- 2000 — Клинок оборотня
- 2005 — Неолит
- 2007 — Большая скука
- 2014 — Призраки подмостков